# Audi

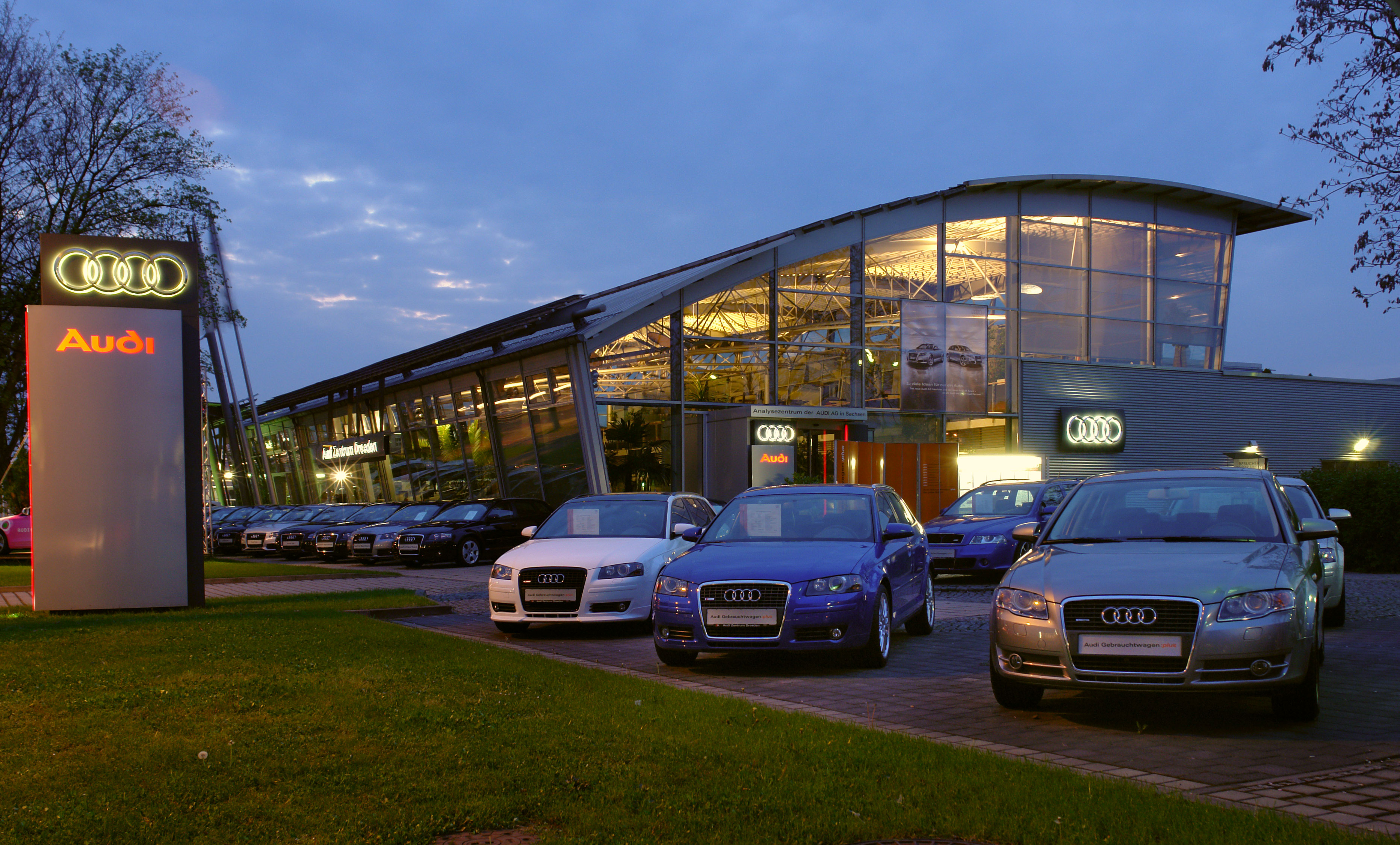
Autosalón Audi v Drážďanech

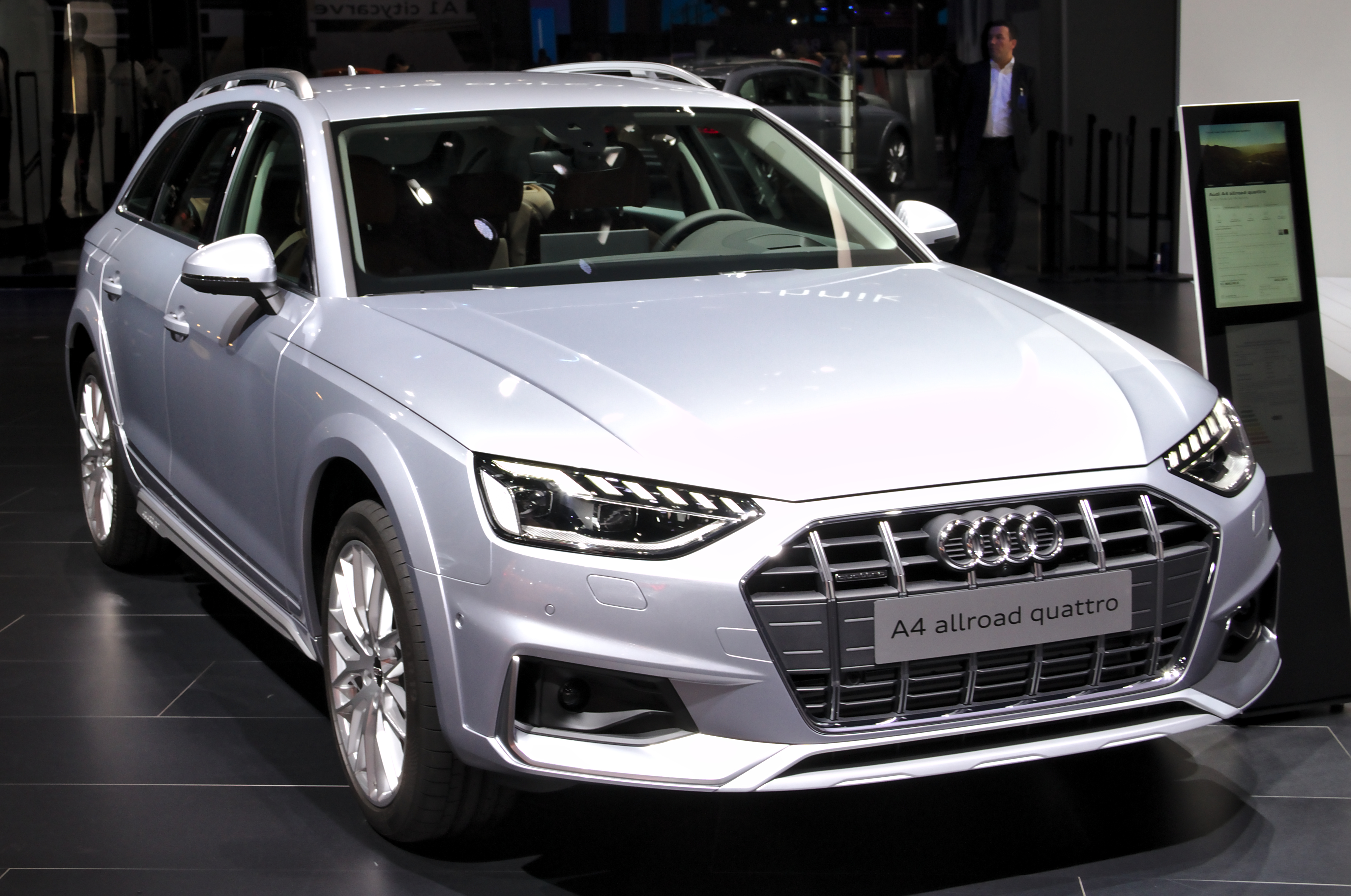
Audi A4 allroad

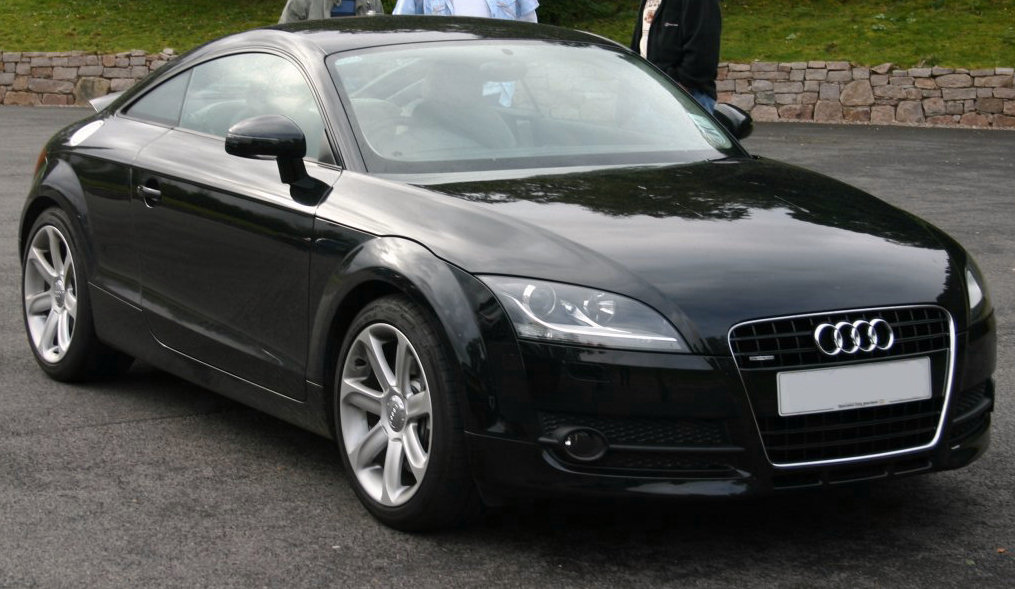
Audi TT 2. generace

Audi (AUDI AG) je německá společnost, která se zabývá výrobou luxusních automobilů, sídlí v Ingolstadtu v Bavorsku. Je součástí skupiny Volkswagen Group a patří k nejstarším výrobcům automobilů v Německu. Skupina AUDI AG zahrnuje nejen značku Audi, ale od roku 1998 také italského výrobce sportovních vozů Lamborghini a od roku 2022 britského výrobce luxusních automobilů Bentley. Od roku 2012 patří do skupiny AUDI AG také tradiční italský výrobce motocyklů Ducati. Znakem Audi jsou 4 propojené kruhy, které symbolizují čtyři různé výrobce automobilů (Audi, DKW, Horch a Wanderer), k jejichž fúzi do koncernu Auto Union došlo v roce 1932.
Skupina Audi se zaměřuje na výrobu sportovních, sofistikovaných a progresivních produktů. V roce 2013 dodala svým zákazníkům 1 751 007 vozidel, z toho 1 575 480 vozů značky Audi. Největšími trhy pro značku Audi jsou Čína, Německo a USA. V roce 2013 vykázala společnost obrat 49,88 miliardy EUR a provozní zisk 5,03 miliardy EUR.
Značka Audi proslula svým sloganem Vorsprung durch Technik, česky Náskok díky technice. Mezi milníky v technickém vývoji ingolstadtské automobilky patří především pohon všech kol quattro (více než 6 milionů vyrobených vozů Audi s pohonem quattro od roku 1980), lehká konstrukce (například celohliníková karoserie ASF – Audi Space Frame) a motory TDI a TFSI.

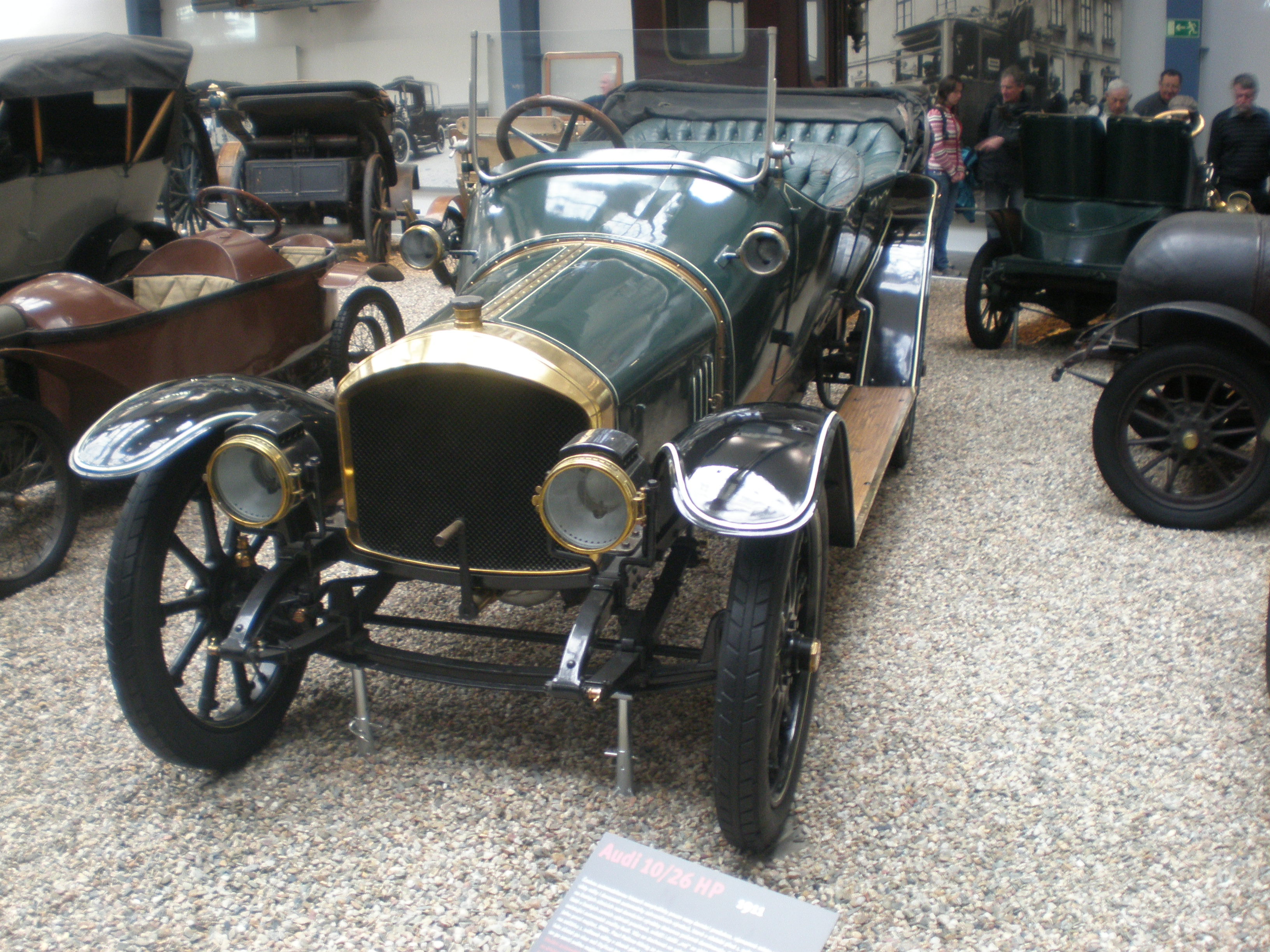
Audi 12 26 PS

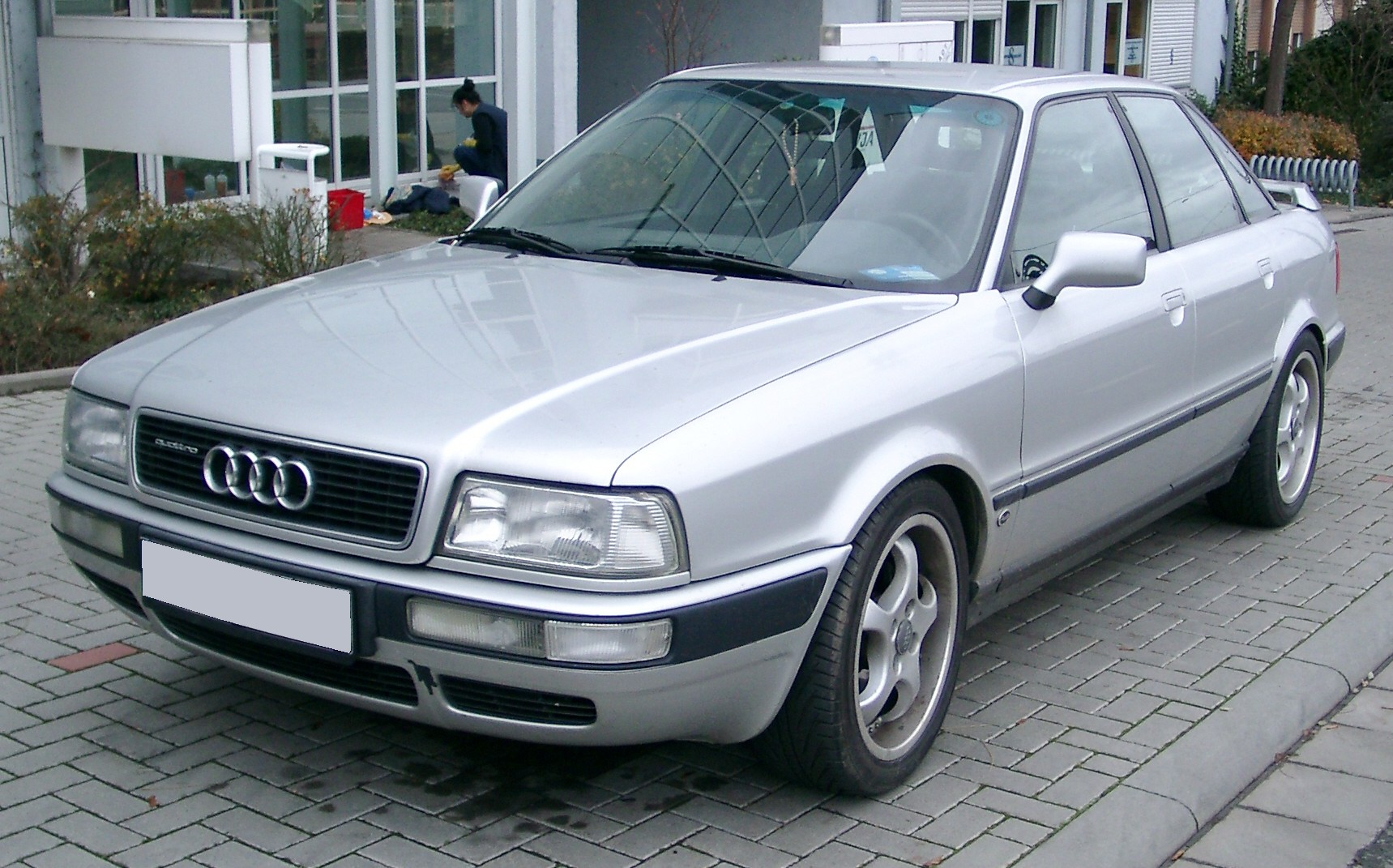
Audi 80

## Historie
V roce 1899 založil August Horch v Kolíně – Ehrenfeldu firmu A. Horch & Cie. Přesně 2 roky trvalo, než z výrobní linky vyjel první automobil Horch. Měl dvouválcový, naležato uložený motor o výkonu 4 – 5 koní. Tento vůz slavil velké úspěchy a v roce 1904 byla zahájena sériová výroba.
Zakladatel automobilky ve své firmě působil až do roku 1909, kdy ji nejen kvůli finančním těžkostem, ale též díky neshodám se správní radou opustil a založil si firmu novou. Pochopitelně nebylo možné, aby v jednom městě existovaly dvě automobilky stejného jména, a tak byl Horch nucen název změnit. Učinil tak poměrně jednoduchým způsobem. Své příjmení (v překladu slyš) přeložil do latiny – a Audi bylo na světě. Netrvalo dlouho a světu se představila Audiwerke GmbH.
- 1913 – Vznikl první automobil firmy Audiwerke GmbH – Wanderer.
- 1921 – Audi v září 1921 přišlo jako první s vozem, který měl řízení vlevo – typ Audi K. Řízení vlevo se velmi rychle prosadilo, protože řidič měl v zemích, kde se jezdí vpravo, lepší přehled o protijedoucích vozidlech, zejména při předjíždění.

Opět nastala krize, která donutila A. Horche prodat firmu Skaftemu Rasmussenovi – zakladateli DKW. Roku 1932 byl veřejnosti představen závodní vůz Auto Union reprezentující spojení čtyř firem, Audi, DKW, Horch a Wanderer. DKW F7 byl první vůz, se kterým se zahájily tzv. crash testy, zjišťování chování auta při nehodě. 2. světová válka velké množství továren Auto Union zničila, většina byla navíc v NDR. V NSR byla v původním skladu náhradních dílů v Ingolstadtu obnovena jen výroba dvoudobých motocyklů a vozů DKW. Výroba vozů Audi byla obnovena až po dalších dvaceti letech. V roce 1965 z továrny vyjel čtyřdobý sedan střední třídy Audi F103, odvozený od dvoudobého DKW F 102.
- 1968 – představen vůz vyšší střední třídy Audi 100
- 1972 – představen vůz střední třídy Audi 80, nástupce Audi F103
- 1980 – Na autosalonu v Ženevě bylo představeno Audi quattro – systém stálého pohonu všech čtyř kol.
- 1986 – Audi demonstruje schopnosti systému quattro – Audi 100 CS vyjíždí skokanský můstek.
- 1988 – Představeno Audi V8, jediný vyráběný luxusní vůz s pohonem všech kol. Je odvozeno z vozů vyšší střední třídy Audi 100/200. Prodloužená verze se snaží pasovat Audi na prémiovou značku.
- 1994 – Představeno Audi A8, nástupce Audi V8, dodávané nejen s V8 nebo pohonem 4 x 4, ale i pro značku příznačným pohonem předních kol. Přestože má inovativní karoserii z hliníku[7] snižující hmotnost vozu, není dražší než konkurence a lépe se prodává. Také pro svébytný design nepřejatý od vozů Audi nižších tříd, u nichž je současně zavedeno nové alfanumerické pojmenování měnící číselné označení na písmeno A následované pořadím třídy.
- 2005 – Audi oslavuje 25. výročí systému quattro. Vůz vyšší střední třídy Audi A6 vyjíždí tentýž skokanský můstek.

## Design
Audi se profiluje jako výrobce jedinečných prémiových automobilů také designem, který se vyznačuje svým minimalistickým pojetím, důrazem na dokonalé zpracování všech detailů a výběrem nejkvalitnějších materiálů. Audi důsledně aplikuje svou designérskou filozofii nejen u svých produktů, ale i ve stavbách svých prodejních a servisních míst po celém světě.
Mezi typické prvky designu moderních automobilů Audi patří v roce 2003 poprvé prezentovaná maska chladiče nazývaná „Singleframe“, která tvoří nepřehlédnutelnou dominantu přídě všech aktuálních modelů Audi. Označení Singleframe vyjadřuje skutečnost, že je plocha masky chladiče vymezena výrazným rámečkem, který není nijak dělený a přerušovaný. Prvním modelem s maskou chladiče Singleframe byl luxusní sedan Audi A8 L W12 6.0 quattro, od něhož toto řešení přídě postupně převzaly všechny ostatní modely Audi.
Dalším stylistickým prvkem, který patří dlouhodobě mezi typické rysy modelů Audi, je poměr prosklených a lakovaných ploch karoserie při pohledu z profilu: jedna třetina ku dvěma třetinám. SUV s logem čtyř kruhů (modely Audi Q) spojuje charakteristické řešení zadního výklopného víka, které zasahuje do bočních stěn vozidla, a nově také dominantní maska Singleframe ve výrazném 3D provedení (sériově poprvé na Audi Q3 2015, následně Audi Q7).
Se svými modely Avant byla značka Audi v 70. a 80. letech průkopníkem stylových prémiových automobilů, které jedinečným způsobem spojovaly mimořádnou praktičnost vozů kombi s vysokou estetickou úrovní. Kombinací praktičnosti a velmi sportovního charakteru se vyznačují jedinečné modely Sportback, které rovněž kombinují přednosti různých karosářských variant v atraktivním stylistickém provedení. Audi se drží své vyhraněné linie i v segmentu roadsterů a kabrioletů, u nichž lpí na klasické textilní střeše, která na rozdíl od pevných skládacích střech umožňuje vytvořit harmonický design a proporce bez kompromisů v oblasti estetiky.

## Motorsport – 24h Le Mans
Audi vstoupilo do světa vytrvalostních závodů s prototypy v roce 1999, kdy se na start legendárního vytrvalostního závodu 24h Le Mans postavily vozy Audi R8R (otevřená karoserie) a Audi R8C (uzavřená karoserie). Automobilka z Ingolstadtu překvapila hned při svém debutu umístěním na stupních vítězů (3. místo; druhý vůz byl čtvrtý).
Poté následovala série tří vítězství v řadě s vozy Audi R8 připravovanými týmem Joest Racing, kterou v roce 2003 přerušila koncernová značka Bentley s vozy Speed 8. Automobilka Audi přispěla k úspěchu britského výrobce luxusních vozů poskytnutím svého technického know-how v oblasti motorů.
Hned v následujícím roce ovšem dosáhla značka Audi trojnásobného vítězství. V roce 2005 skončila éra závodních prototypů R8 dalším vítězstvím navzdory nevýhodné změně pravidel.
To už však v Ingolstadtu pracovali na revolučním nástupci s názvem Audi R10 TDI, který byl představen koncem roku 2005. Tento vůz si připsal první vítězství hned ve svém prvním závodě (12 h Sebring) a stejný úspěch zopakoval i v červnovém závodě v Le Mans. Závodní prototyp R10 TDI se tak zapsal do historie motoristického sportu jako první vůz poháněný vznětovým motorem, který vyhrál oba zmíněné vytrvalostní závody.
Po tomto úspěchu vsadili na vznětové motory i další výrobci, z nichž největším konkurentem pro Audi v Le Mans byl Peugeot s prototypem 908 HDi FAP. Audi přesto i nadále dominovalo. Pouze v roce 2009 se musela ingolstadtská značka sklonit před svým francouzským rivalem s logem lva. V letech 2009 a 2010 přijely týmy Audi do Le Mans s prototypem Audi R15 TDI, který při svém triumfu v roce 2010 stanovil dosud platný rekord v ujeté vzdálenosti během čtyřiadvacetihodinového závodu hodnotou 5410,71 km. V roce 2011 navázal na předchozí úspěchy závodní prototyp Audi R18 TDI, od něhož bylo v roce 2012 odvozeno hybridní provedení R18 e-tron quattro, které slavilo historické prvenství v Le Mans pro vozy s hybridním pohonem hned ve svém prvním závodě a vytrvalostním závodům v Le Mans kralovalo i v letech 2013 a 2014.
| Rok  | Jezdci            | Tým                      | Vůz                     | Počet kol | Ujetá vzdálenost |
| ---- | ----------------- | ------------------------ | ----------------------- | --------- | ---------------- |
| 2000 | Frank Biela       | Audi Sport Team Joest    | Audi R8                 | 368       | 5007,99 km       |
| 2000 | Tom Kristensen    | Audi Sport Team Joest    | Audi R8                 | 368       | 5007,99 km       |
| 2000 | Emanuele Pirro    | Audi Sport Team Joest    | Audi R8                 | 368       | 5007,99 km       |
| 2001 | Frank Biela       | Audi Sport Team Joest    | Audi R8                 | 321       | 4381,65 km       |
| 2001 | Tom Kristensen    | Audi Sport Team Joest    | Audi R8                 | 321       | 4381,65 km       |
| 2001 | Emanuele Pirro    | Audi Sport Team Joest    | Audi R8                 | 321       | 4381,65 km       |
| 2002 | Frank Biela       | Audi Sport Team Joest    | Audi R8                 | 375       | 5118,75 km       |
| 2002 | Tom Kristensen    | Audi Sport Team Joest    | Audi R8                 | 375       | 5118,75 km       |
| 2002 | Emanuele Pirro    | Audi Sport Team Joest    | Audi R8                 | 375       | 5118,75 km       |
| 2004 | Seiji Ara         | Audi Sport Japan Team    | Audi R8                 | 379       | 5169,9 km        |
| 2004 | Tom Kristensen    | Audi Sport Japan Team    | Audi R8                 | 379       | 5169,9 km        |
| 2004 | Rinaldo Capello   | Audi Sport Japan Team    | Audi R8                 | 379       | 5169,9 km        |
| 2005 | JJ Lehto          | ADT Champion Racing      | Audi R8                 | 370       | 5050,5 km        |
| 2005 | Tom Kristensen    | ADT Champion Racing      | Audi R8                 | 370       | 5050,5 km        |
| 2005 | Marco Werner      | ADT Champion Racing      | Audi R8                 | 370       | 5050,5 km        |
| 2006 | Frank Biela       | Audi Sport Team Joest    | Audi R10 TDI            | 380       | 5187 km          |
| 2006 | Emanuele Pirro    | Audi Sport Team Joest    | Audi R10 TDI            | 380       | 5187 km          |
| 2006 | Marco Werner      | Audi Sport Team Joest    | Audi R10 TDI            | 380       | 5187 km          |
| 2007 | Frank Biela       | Audi Sport North America | Audi R10 TDI            | 369       | 5036,85 km       |
| 2007 | Emanuele Pirro    | Audi Sport North America | Audi R10 TDI            | 369       | 5036,85 km       |
| 2007 | Marco Werner      | Audi Sport North America | Audi R10 TDI            | 369       | 5036,85 km       |
| 2008 | Tom Kristensen    | Audi Sport North America | Audi R10 TDI            | 381       | 5192,65 km       |
| 2008 | Allan McNish      | Audi Sport North America | Audi R10 TDI            | 381       | 5192,65 km       |
| 2008 | Rinaldo Capello   | Audi Sport North America | Audi R10 TDI            | 381       | 5192,65 km       |
| 2010 | Mike Rockenfeller | Audi Sport North America | Audi R15 TDI plus       | 397       | 5410,71 km       |
| 2010 | Timo Bernhard     | Audi Sport North America | Audi R15 TDI plus       | 397       | 5410,71 km       |
| 2010 | Romain Dumas      | Audi Sport North America | Audi R15 TDI plus       | 397       | 5410,71 km       |
| 2011 | Marc Fässler      | Audi Sport Team Joest    | Audi R18 TDI            | 355       | 4838,30 km       |
| 2011 | André Lotterer    | Audi Sport Team Joest    | Audi R18 TDI            | 355       | 4838,30 km       |
| 2011 | Benoît Tréluyer   | Audi Sport Team Joest    | Audi R18 TDI            | 355       | 4838,30 km       |
| 2012 | Marc Fässler      | Audi Sport Team Joest    | Audi R18 e-tron quattro | 378       | 5151,76 km       |
| 2012 | André Lotterer    | Audi Sport Team Joest    | Audi R18 e-tron quattro | 378       | 5151,76 km       |
| 2012 | Benoît Tréluyer   | Audi Sport Team Joest    | Audi R18 e-tron quattro | 378       | 5151,76 km       |
| 2013 | Tom Kristensen    | Audi Sport Team Joest    | Audi R18 e-tron quattro | 348       | 4742,89 km       |
| 2013 | Allan McNish      | Audi Sport Team Joest    | Audi R18 e-tron quattro | 348       | 4742,89 km       |
| 2013 | Loïc Duval        | Audi Sport Team Joest    | Audi R18 e-tron quattro | 348       | 4742,89 km       |
| 2014 | André Lotterer    | Audi Sport Team Joest    | Audi R18 e-tron quattro | 379       | 5165,39 km       |
| 2014 | Marcel Fässler    | Audi Sport Team Joest    | Audi R18 e-tron quattro | 379       | 5165,39 km       |
| 2014 | Benoît Tréluyer   | Audi Sport Team Joest    | Audi R18 e-tron quattro | 379       | 5165,39 km       |

## Modely

### Vyráběné modely
- Audi A1
  - Audi A1 Sportback
- Audi A2
- Audi A3
  - Audi S3
  - Audi A3 Cabriolet
  - Audi A3 Sportback
  - Audi S3 Sportback
  - Audi RS3 Sportback
- Audi A4
  - Audi A4 allroad quattro
  - Audi A4 Avant
  - Audi S4 Avant
  - Audi S4 Limousine
  - Audi RS4
- Audi A5
  - Audi A5 Sportback
  - Audi A5 Cabriolet
  - Audi A5 Coupé
  - Audi S5 Cabriolet
  - Audi S5 Coupé
  - Audi RS5
- Audi A6
  - Audi A6 Limousine
  - Audi A6 Avant
  - Audi S6 Limousine
  - Audi S6 Avant
  - Audi RS6
  - Audi A6 allroad quattro
- Audi A7
  - Audi A7 Sportback
  - Audi S7 Sportback
  - Audi RS7
- Audi A8
  - Audi A8 Long
  - Audi A8 L W12
  - Audi S8
- Audi Q3
- Audi Q4 e-tron
- Audi Q5
- Audi Q7
  - Audi Q7 V12 TDI quattro
- Audi Q8
- Audi R8
  - Audi R8 GT
  - Audi R8 GT spyder
  - Audi R8 spyder
- Audi TT
  - Audi TT Roadster
  - Audi TTS Coupé
  - Audi TTS Roadster
  - Audi TT RS Coupé
  - Audi TT RS Roadster
- Audi e-tron
  - Audi e-tron spyder

### Historické modely
- Audi F103
- Audi 50
- Audi 80/90/4000
- Audi Coupé
- Audi 100/200/5000
- Audi 100 S Coupé
- Audi Quattro
- Audi V8
- Audi UrS4/S6

Koncern Audi vyrábí podle potřeb a požadavků kupujících výrobky vysoké kvality, jejich odbyt a péče o ně jsou v celém světě zajišťovány sítí autorizovaných dealerů, za účelem dosažení vysoké spokojenosti zákazníků. Tito autorizovaní dealeři Audi, kterých je v současné době v ČR 19, musí splňovat kvalitativní standardy, jako jsou jednotný design autosalónů, Corporate design, povinný počet předváděcích a skladových vozů a apod.
Tímto si koncern Audi udržuje kontrolu a dohlíží na kvalitu služeb poskytovanou všem stávajícím i novým zákazníkům koncernu Audi.

## Výrobní závody
| Stát      | Město           | Vyráběné modely (2021)                                   | Počet vyrobených aut (2021) |
| --------- | --------------- | -------------------------------------------------------- | --------------------------- |
| Německo   | Ingolstadt      | A3, S3, RS3, A4, S4, RS4, A5, S5, RS5, Q2, SQ2           | 285 985                     |
| Německo   | Neckarsulm      | A4, A5, S5, A6, S6, RS6, A7, S7, RS7, A8, R8, S8, e-tron | 145 092                     |
| Německo   | Zwickau         | Q4 e-tron                                                | 27 696                      |
| Belgie    | Brusel          | e-tron, e-tron S                                         | 43 866                      |
| Maďarsko  | Győr            | Q3, RS Q3, TT, TTS, TT RS                                | 171 015                     |
| Slovensko | Bratislava      | Q7, SQ7, Q8, SQ8, RS Q8                                  | 89 459                      |
| Španělsko | Martorell       | A1, RS3                                                  | 60 178                      |
| Rusko     | Kaluga          | Q7, SQ7, Q8, SQ8                                         | 2 478                       |
| Indie     | Aurangábád      | A4, A6, Q5, Q7                                           | 2 477                       |
| Čína      | Tchien-ťin      | Q3                                                       | 88 334                      |
| Čína      | Čchang-čchun    | A4 L, A6 L , Q5 L, e-tron                                | 413 262                     |
| Čína      | Čching-tao      | Q3                                                       | 54 596                      |
| Čína      | Anting          | A7 L, Q5 e-tron                                          | 1 075                       |
| Mexiko    | San José Chiapa | Q5, SQ5                                                  | 137 634                     |

## Motorsport
Audi patří mezi nejúspěšnější automobilové značky ve světě motoristického sportu. Již ve 30. letech 20. století sbíraly vavříny slavné závodní vozy Velkých cen značky Auto Union. V novodobé historii použila značka Audi v roce 1981 jako první výrobce úspěšně pohon všech kol quattro v automobilových soutěžích. Další technickou novinkou soutěžního vozu Audi quattro byl motor přeplňovaný turbodmychadlem. S touto technikou byla značka Audi dominantní silou ve světových soutěžích až do roku 1984. V letech 1982 a 1984 se stala mistrem světa v rallye v hodnocení značek (skupina B) a v letech 1983 a 1984 se stali mistry světa se soutěžními vozy Audi quattro, resp. Audi Sport quattro jezdci Hannu Mikkola (1983) a Stig Blomqvist (1984). Vozy Audi Sport quattro vyhrály v letech 1985 až 1987 také slavný závod do vrchu na Pikes Peak (Michèle Mouton, Bobby Unser a Walter Röhrl).
Pohon všech kol quattro slavil od roku 1988 velké úspěchy také v závodech cestovních vozů na okruzích. V roce 1988 ovládlo Audi americký seriál TransAm s vozem Audi 200 quattro TransAm (jezdec: Harley Haywood).  V letech 1990 a 1991 dominovaly německému mistrovství cestovních vozů vozy Audi V8 quattro DTM (Hans-Joachim Stuck a Frank Biela). V následujících letech získaly řadu úspěchů v závodech cestovních vozů jezdci s vozy Audi 80 quattro a Audi A4 Supertouring quattro. Celková vítězství v prestižním seriálu DTM (Deutsche Tourenwagen-Masters) patřila značce Audi také v letech 2004, 2007, 2008, 2009, 2011 a 2013.
Od roku 2000 dominuje Audi vytrvalostnímu závodu 24 h Le Mans. Mezi mnohá prvenství patří například první vítězství vozu poháněného vznětovým motorem v roce 2006 (Audi R10 TDI) nebo první vítězství vozu s hybridním pohonem (R18 e-tron quattro v roce 2012). V letech 2000 až 2014 vyhrály závodní vozy Audi legendární závod 24 h Le Mans třináctkrát a na historicky nejúspěšnější značku Porsche s 16 vítězstvími ztrácí Audi už jen pouhé tři triumfy. Audi R15 TDI, které zvítězilo v roce 2010, je držitelem rekordu v ujeté vzdálenosti během čtyřiadvacetihodinového závodu: 5410,71 km.

## Kontroverze
V červnu 2023 udělil soud v Německu podmíněný trest bývalemu řediteli automobilky Rupertu Stadlerovi v kauze emisních podvodů. Tresty byly uděleny i dalším zaměstnancům společnosti, kteří se na podvodech měli podílet.